# Holotípus

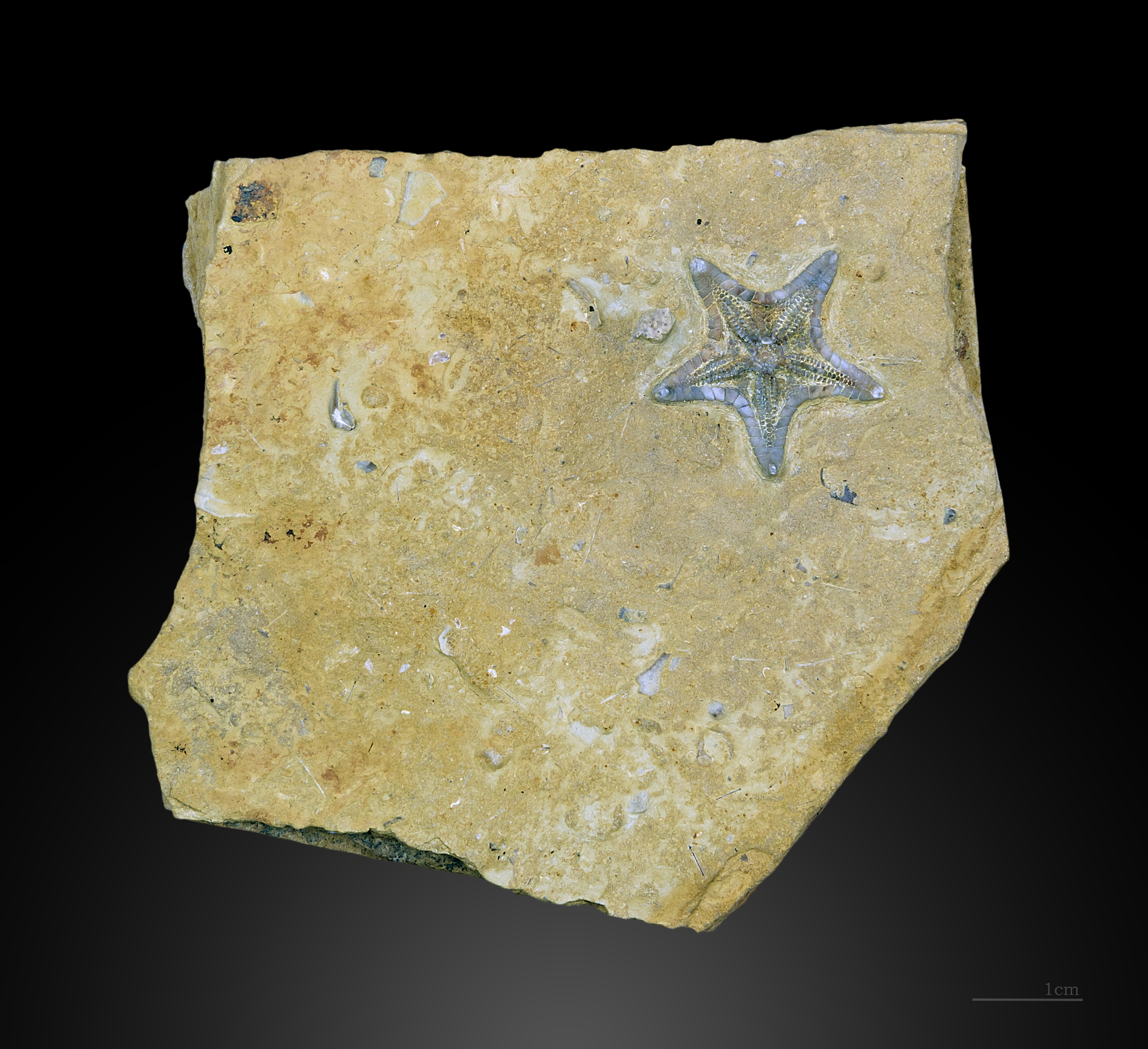
A Marocaster coronatus holotípusa

A holotípus a biológiai típusok egy fajtája. A típus segítségével egy taxon nevét rögzítik. A holotípus egy faj egyetlen fizikai példánya (vagy illusztrációja): a fajt reprezentáló, a leírás egyértelműségét biztosító típuspéldány, tehát az az egyed, amivel összehasonlítva meg lehet állapítani, hogy egy példány a fajhoz tartozik-e.
Néha a holotípust az élőlénynek csak egy darabja alkotja, például egy ritka fosszília esetében. Például a Duriatitan humerocristatus, egy nagyméretű, a kora jurában élt növényevő dinoszaurusz holotípusa egy fosszilis lábcsont, amit a londoni Természettudományi Múzeumban tárolnak.

## Követelmények
A holotípussal szembeni elvárások: 
- viselnie kell a leírásban foglalt jellegeket;
- lehetőleg ahhoz az ivarhoz kell hogy tartozzon, amely a rokon fajoktól elválasztó bélyegeket inkább mutatja;
- ha a leírás nagyobb típussorozat alapján történik, a típuspéldány lehetőleg a variációszélesség átlagát képviselje, és olyan helyről származzék, ahonnan több példány rendelkezésre áll.

Ha később a feltételeknek jobban megfelelő példányt találnak, az nem elegendő ok a holotípus lecserélésére.
A holotípust, illetőleg annak preparátumát egyértelmű jelzéssel (típuscédulával) kell ellátni, és jól hozzáférhető gyűjteményben (általában közgyűjteményben) kell elhelyezni. A fajleírásban közölni kell a típuspéldány gyűjtési adatait (a gyűjtés idejét, lelőhelyét, azaz a fajleírásban szereplő ún. típuslelőhelyet) és hozzáférhetőségének helyét.

## A holotípus cseréje
A holotípus megsemmisülése esetén egy másik típust kell kijelölni valamely típussorozatból, az esettől függően. Az ICBN-nek és az ICZN-nek hasonló, de nem teljesen megegyező és elnevezésekben is különböző eljárásaik vannak a helyzet kezelésére.
Az ICBN és az ICZN is neotípusnak hívja az eredeti holotípus hiányában kijelölt típust. Ráadásul, az ICZN szabályzata felhatalmazza a nevezéktani tanácsot arra, hogy neotípusra cserélje le a holotípust akkor is, ha arról kiderül, hogy nem kellőképpen alkalmas a közeli fajoktól való megkülönböztetésre.
Például a krokodilszerű archosaurusféle hüllő, a Parasuchus hislopi Lydekker által került leírásra 1885-ben az elő-maxillai csőr (rostrum, az orr vagy ormány része) alapján, de ez már nem elégséges a Parasuchus közeli rokonaitól való megkülönböztetéséhez. Így a Parasuchus hislopi nomen dubium (latin: „kétséges név”) lett. Sankar Chatterjee texasi paleontológus javasolta egy új típuspéldány, egy teljes csontváz, kiválasztását. Az ICZN megvizsgálta az esetet és hozzájárult az eredeti típuspéldány lecserélésére a javasolt neotípusra.